# کینسلی (کانزاس)
کینسلی (به انگلیسی: Kinsley) شهری در ایالت کانزاس کشور ایالات متحده آمریکا است که جمعیت آن در سرشماری سال ۲۰۱۰ میلادی، ۱٬۴۵۷ نفر بوده‌است.